# Argyranthemum haouarytheum
Argyranthemum haouarytheum là một loài thực vật có hoa trong họ Cúc. Loài này được Humphries & Bramwell mô tả khoa học đầu tiên.